# Pulvermaar
Pulvermaar – jezioro typu maar (powstałe jako lejek po eksplozji pary wodnej) znajdujące się w paśmie górskim Eifel (Vulkaneifel) w Niemczech, na terenie Nadrenii-Palatynatu, na południowy wschód od miejscowości Daun. Jest to najlepiej zachowany maar w regionie Eifel.

## Charakterystyka

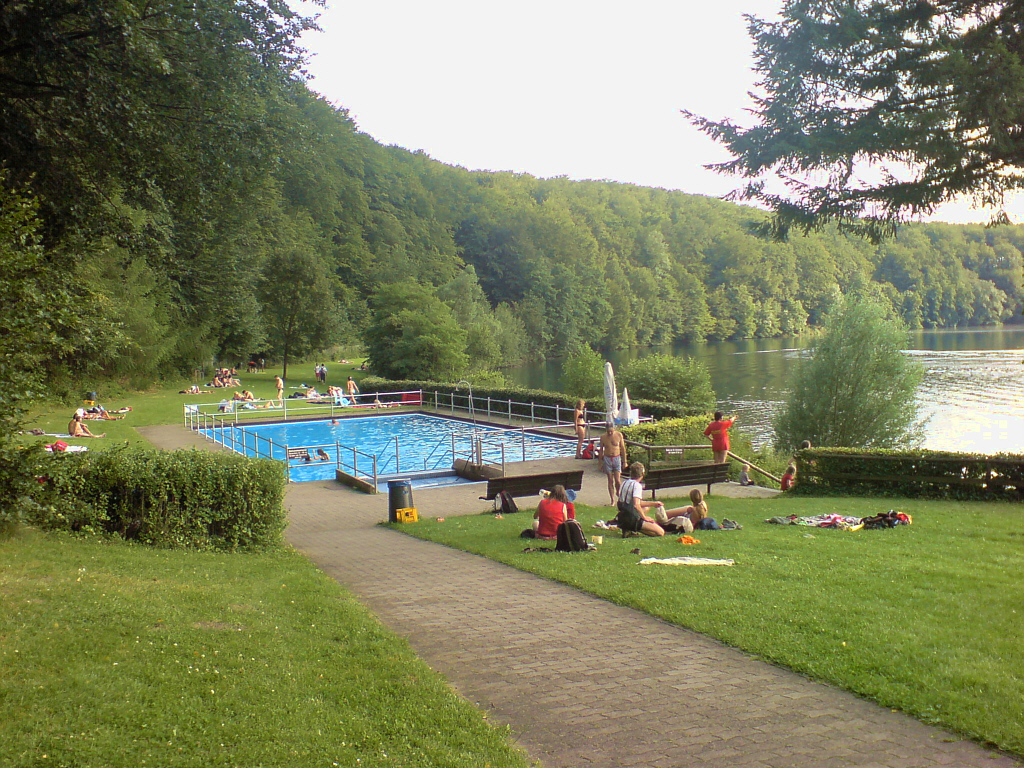
Basen z wodą maarową

Jezioro położone na wysokości 411 m n.p.m. ma 72 metry głębokości i jest najgłębszym naturalnym zbiornikiem w Niemczech nie wliczając jezior alpejskich i Jeziora Bodeńskiego. Ma powierzchnię 37,7 hektara, co czyni je największym jeziorem typu maar w regionie Vulkaneifel. Jezioro ma bardzo przejrzystą wodę, prawie okrągły narys i średnicę od 625 m do 680 m. Jezioro otacza ściana wulkanicznego piasku, która wznosi się ponad 20 metrów ponad otoczenie. W miesiącach letnich temperatura wody wynosi od 20° C do 24° C w bardzo upalne dni. W sierpniu średnia temperatura na głębokości 10 m wynosi około 14° C, a na głębokości 25 m około 10° C.
Akwen jest częścią wulkanicznego pola Westeifler. Jest to jeden z najmłodszych maarów w regionie Eifel, otoczony prawie całkowicie zachowanym wałem tufowym. Jego powstanie sięga ostatniego zlodowacenia - od 15.000 do 20.000 lat temu (ewentualnie 30.000 lat temu). Ani tutaj, ani w innych częściach Eifel górna skorupa ziemi nie sugeruje, że oprócz eksplozji pary wodnej mogła tu nastąpić tu erupcja magmy.
Kompleks otaczający akwen składa się z łupków ilastych z dolnego dewonu, piaskowców i szarogłazów (warstwy Siegen/Herdorf).

## Przyroda
Jezioro otaczają wysokie lasy bukowe.

## Turystyka
Nad jeziorem znajduje się ośrodek wypoczynkowy. Dostęp do wody jest dozwolony tylko w naturalnym basenie wypełnionym wodą maarową (nie jest chlorowany). W samym jeziorze kąpiel nie jest możliwa.